# Crithote prominens
Crithote prominens är en fjärilsart som beskrevs av John Henry Leech 1900. Crithote prominens ingår i släktet Crithote och familjen nattflyn. Inga underarter finns listade i Catalogue of Life.